# Axel Nicolaus Lundström
Axel Nicolaus Lundström (Piteå, 23 de marzo de 1847 - Upsala, 30 de diciembre de 1905) fue un botánico, y taxónomo sueco.

## Biografía
Obtuvo su doctorado por la Universidad de Upsala, y luego desarrolló allí su carrera académica y científica, especiañizándose en la taxonomía de los géneros Salix y Papaver, publicando, entre otras, en Acta Horti Berg., Feddes Repert.
Realizó expediciones botánicas a Islandia, Suecia, y Rusia. Con el liderazgo del colega Nordenskiöld, participó de su expedición al Pasaje del Nordeste, de 1878.

## Algunas publicaciones
- 1897. Från Svenska barrskogar : förklaringar och bilder till Sågverks- och trävaruexportföreningens utställning i Stockholm 1897. ii + 52 pp. 40 planchas
- 1888. Fanerogamer från Novaja Semlja, Wajgatsch och Chabarova: Fanerogamer från Vest-Eskimåernas Land ; Fanerogamfloran på S:t Lawrence-o̊n ; Om kommandirirski-öarnas Fanerogamflora. Con Frans Reinhold Kjellman
- 1888. Ueber die Salixflora der Jenissej-Ufer
- 1884. Pflanzenbiologische Studien
- 1878. Carl Linnaei resa till Lappland 1732. Några skizzer

## Eponimia
- Lundströmdalen: valle del archipiélago Svalbard